# Spartocera batatas
Espèce
Spartocera batatas, la punaise de la patate douce, est une espèce d'insectes hémiptères de la famille des Coreidae, sous-famille des Coreinae, originaire des régions tropicales d'Amérique.

Ce sont des punaises de grande taille, de 18 à 23 mm de grande taille, de couleur brun foncé. Les plantes-hôtes préférées de ces insectes sont la patate douce et les espèces apparentées, ainsi que certaines Solanaceae. Les adultes et les nymphes se nourrissent de la sève de ces plantes, pouvant provoquer flétrissement et rabougrissement des plantes.

## Synonymes
Selon BioLib (17 octobre 2019) :
- Corecoris batatas Barber, 192
- Coreus gigas Fabricius, 1803
- Lygaeus batatas Fabricius, 1798